# تشو دونيو
تشو دونيو (الصينية: 周 冬雨 ، من مواليد 31 يناير 1992) ممثلة صينية اكتسبت شهرة بعد ظهورها في فيلم تحت شجرة الزعرور من إخراج زانج ييمو . كما تم اختيارها من قبل ساذرن متروبوليس ديلي كواحدة من «الزهرات الأربع في جيل التسعينيات»، جنبًا إلى جنب مع زينج شوانغ وغوان شياو تونغ ويانغ زي. في عام 2016 ، فازت بجائزة الحصان الذهبي لأفضل ممثلة رائدة عن أدائها في رفيق الروح. في عام 2020 ، فازت بجائزة هونغ كونغ جائزة الفيلم لأفضل ممثلة مع أدائها في فيلم «أيام أفضل».

## روابط خارجية
- تشو دونيو في قاعدة بيانات الأفلام على الإنترنت
- تشو دونيو على إنستغرام